# Kale & Lawaeuëng
Kale & Lawaeuëng fou un antic principat de les Índies Orientals Holandeses, part de la federació de Pedir. L'estat tenia una superfície de 337 km², i formava part de l'onderafdeeling ('subdivisió') de Sigli. Es va formar el 1490, i el seu sobirà portava el títol de Kejuruan.

## Banderes
Consten dos models de bandera en ús des de 1874 (anteriorment desconegut): rectangular vermella amb dues espases creuades amb la punta cap al vol i sobre elles un disc, totes les càrregues blanques; i el mateix amb els colors invertits (drap blanc, càrregues vermelles). També es constaten els mateixos dos models amb forma de banderins triangulars.